# Basilique Notre-Dame-de-Charité d'El Cobre
La basilique Notre-Dame-de-Charité d’El Cobre est une église située à El Cobre à Cuba, à laquelle l’Église catholique donne les statuts de basilique mineure et de sanctuaire national. Elle est rattachée à l’archidiocèse de Santiago de Cuba.

## Historique
L’image de la Vierge de la Charité du Cuivre (es) est découverte dans la région au XVIIe siècle, et sa vénération va croissante avec le temps. Le sanctuaire historique s’effondre en 1906, à cause d’explosions dans les mines de cuivre voisines (cobre signifie « cuivre » en espagnol, et ces activités ont donné leur nom au village).
L’église actuelle est construite par demande de Valentín Zubizarreta y Unamunsaga (en), archevêque de Santiago à partir de 1925. Les travaux commencent le 15 avril 1926, et l’inauguration a lieu le 8 septembre 1927, avec la translation de l’image de la Vierge sur un autel provisoire. L’autel définitif est réalisé à Carrare en Italie, par le sculpteur Ferdinando Palla ; il est béni le 8 décembre 1931.
Elle est faite basilique mineure le 22 décembre 1977 par Paul VI. Le pape Jean-Paul II visite la basilique le 24 janvier 1998, à l’occasion du couronnement de l’image. Le pape Benoît XVI s’y rend également le 27 mars 2012, et le pape François les 21 et 22 septembre 2015.